# Daniel Talbot
Daniel Talbot (Trowbridge, 1º maggio 1991) è un velocista britannico.

## Palmarès
| Anno                                  | Manifestazione          | Sede           | Evento      | Risultato  | Prestazione | Note                                                     |
| ------------------------------------- | ----------------------- | -------------- | ----------- | ---------- | ----------- | -------------------------------------------------------- |
| In rappresentanza della Gran Bretagna |                         |                |             |            |             |                                                          |
| 2010                                  | Mondiali juniores       | Moncton        | 200 m piani | Semifinale | 21"19       |                                                          |
| 2010                                  | Mondiali juniores       | Moncton        | 4×100 m     | Finale     | dnf         |                                                          |
| 2011                                  | Europei under 23        | Ostrava        | 200 m piani | 4º         | 20"71       |                                                          |
| 2011                                  | Europei under 23        | Ostrava        | 4×100 m     | Argento    | 39"10       |                                                          |
| 2012                                  | Europei                 | Helsinki       | 200 m piani | Bronzo     | 20"95       |                                                          |
| 2013                                  | Europei under 23        | Tampere        | 200 m piani | Argento    | 20"46       |                                                          |
| 2013                                  | Europei under 23        | Tampere        | 4×100 m     | Oro        | 38"77       |                                                          |
| 2014                                  | World Relays            | Nassau         | 4×100 m     | Bronzo     | 38"19       |                                                          |
| 2014                                  | Europei                 | Zurigo         | 200 m piani | Semifinale | 20"62       |                                                          |
| 2014                                  | Europei                 | Zurigo         | 4×100 m     | Oro        | 37"93       | [ 1 ]                                                    |
| 2015                                  | World Relays            | Nassau         | 4×100 m     | 9º         | 38"67       |                                                          |
| 2015                                  | Mondiali                | Pechino        | 200 m piani | Semifinale | 20"27       | Miglior prestazione personale                            |
| 2015                                  | Mondiali                | Pechino        | 4×100 m     | Finale     | dnf         |                                                          |
| 2016                                  | Europei                 | Amsterdam      | 200 m piani | Bronzo     | 20"56       |                                                          |
| 2016                                  | Giochi olimpici         | Rio de Janeiro | 200 m piani | Semifinale | 20"25       | Miglior prestazione personale                            |
| 2017                                  | World Relays            | Nassau         | 4×100 m     | Finale     | dnf         |                                                          |
| 2017                                  | Mondiali                | Londra         | 200 m piani | Semifinale | 20"38       |                                                          |
| 2017                                  | Mondiali                | Londra         | 4×100 m     | Oro        | 37"47       | Record europeo · Miglior prestazione mondiale stagionale |
| In rappresentanza dell' Inghilterra   |                         |                |             |            |             |                                                          |
| 2014                                  | Giochi del Commonwealth | Glasgow        | 200 m piani | 7º         | 20"45       |                                                          |
| 2014                                  | Giochi del Commonwealth | Glasgow        | 4×100 m     | Argento    | 38"02       |                                                          |